# ばさら
ばさらは、日本の中世、主に南北朝時代の社会風潮や文化的流行をあらわす言葉であり、実際に当時の流行語として用いられた。婆娑羅など幾つかの漢字表記がある。また派手に振る舞うという意味もある。

## 概要
身分秩序を無視して実力主義的であり、公家や天皇といった権威を軽んじて嘲笑・反撥し、奢侈で派手な振る舞いや、粋で華美な服装を好む美意識であり、室町時代初期（南北朝時代）に流行し、後の戦国時代における下克上の風潮の萌芽ともなった。ただし戦国時代の頃になると、史料には「うつけ」や「カブキ」は出てくるが、「婆娑羅」およびそれに類する表現は全くと言っていいほどなくなった。
足利直義（将軍尊氏の弟）主導の下、室町幕府の基本方針として編まれた『建武式目』では、ばさらを禁じている。『太平記』には、源氏足利将軍執事で守護大名の高師直兄弟や、近江国守護大名の佐々木道誉（高氏）、美濃国守護大名の土岐頼遠などのばさら的な言動や行動が記されている。これらの大名は「ばさら大名」と呼称され、ばさらの代表格とされている（師直や頼遠は建武式目を主導した直義と後に対立する）。『太平記』はばさらに対して否定的な記述をしており、ばさらが原因で国が乱れると断じる一方で、前述の高師直・佐々木道誉・土岐頼遠をはじめとするばさら大名達の豪奢な生活、実力行使や傍若無人な振る舞い等は詳しく描かれており、これらのばさら大名は合戦でも活躍し、戦にも強かった。

## 語源
語源は、梵語（サンスクリット語）で「vajra （伐折羅、バジャラ）= 金剛石（ダイヤモンド）」からの転訛ともされるが、詳細は不明。平安時代には雅楽・舞楽の分野で、伝統的な奏法を打ち破る自由な演奏を婆娑羅と称するようになった。さらに鎌倉時代末期以降、体制に反逆する悪党と呼ばれた人々の形式や常識から逸脱して奔放で人目を引く振る舞いや、派手な姿格好で身分の上下に遠慮せず好き勝手に振舞う者達を指すようになり、以降この意味で定着する。
ただし、伐折羅が婆娑羅へ転訛したとした場合、意味の変化は説明不能であるともされ、こうした「伐折羅」が転訛したとする通説には異説もある。そもそも「バジャラ」の濁音「ジャ」から清音「サ」へ音が変化するのは不自然であり、「婆娑」という言葉が語源で、接尾語の「ら」が付いたものと考えられる。「婆娑」の意味は「舞う人の衣服の袖が美しくひるがえるさま。また、舞いめぐるさま」、あるいは「さまよいめぐるさま。徘徊するさま」（日本国語大辞典）である。先述の『太平記』での記述も、足利方の武士たちが派手な出で立ちで傍若無人に「徘徊（婆娑）」する様を、公家の舞楽用語である「婆娑羅」を用いて自称したと取れる。『太平記』の記述はその後の婆娑羅の意味に影響し、婆娑羅は、本来の徘徊の意味ではなく、それに付随した「派手さ」が本義であると理解される素地ができ、安土桃山時代にはかぶき者と重ね合わされ、粗忽な乱暴者の振る舞いとして婆娑羅は解釈し直されたと考えられる。